# Rafael Rafaj
Rafael Rafaj (ur. 19 października 1959 w Żylinie) – słowacki dziennikarz i polityk, od 2006 do 2012 poseł do Rady Narodowej, pierwszy wiceprzewodniczący Słowackiej Partii Narodowej.

## Życiorys
Uzyskał wykształcenie średnie chemiczne, po czym pracował jako chemik i laborant w zakładzie Istrochem w Bratysławie (1979–1994). W 1990 zaangażował się w działalność w odrodzonej Słowackiej Partii Narodowej, był m.in. jej sekretarzem prasowym (1995–2001) oraz rzecznikiem (od 2003).
W latach 1997–2001 studiował dziennikarstwo na Uniwersytecie Komeńskiego w Bratysławie, był jednocześnie dziennikarzem pism „Slovenský národ”, „Zmena”, „Národná obroda”, „Slovenská republika”, a także redaktorem stron SNS w dziennikach „Sport” (2001) i „Slovenská republika” (2000).
W 2006 i 2010 uzyskiwał mandat poselski z ramienia SNS, pełnił funkcję przewodniczącego klubu poselskiego narodowców. Po odejściu z parlamentu zajął się działalnością doradczą. Pozostał aktywistą SNS, zajmując w jej strukturach od 2012 stanowisko pierwszego wiceprzewodniczącego. W 2022 dołączył do partii Republika.